# Cové
Cové é uma cidade localizada no Departamento de Zou do Benim.

## Cultura
O festival Guelede dos iorubás é destaque em Cové. É uma performance em homenagem ao poder criativo e perigoso de mulheres idosas, tentando agradar por meio de Nla, a primeira mulher do universo iorubá. Ele transmite as virtudes e responsabilidades da sociedade,  advogando um especial respeito para a maternidade. A tradição remonta ao século XV e apenas os homens iniciados em uma "sociedade secreta" pode executar as danças, mas que representam homens e mulheres.
Pessoas de muitas aldeias ao redor vêm para assistir ao festival, incluindo muitas crianças, mantida sob controle pelos "Mestres de Cerimônias’ com um apito e um chicote. A Sociedade Gelede ativamente condena todos os tipos de imoralidade social, submetendo-o ao ridículo público durante o festival. A festa continua durante toda a tarde e noite.

## Festival Gelede Mascarado

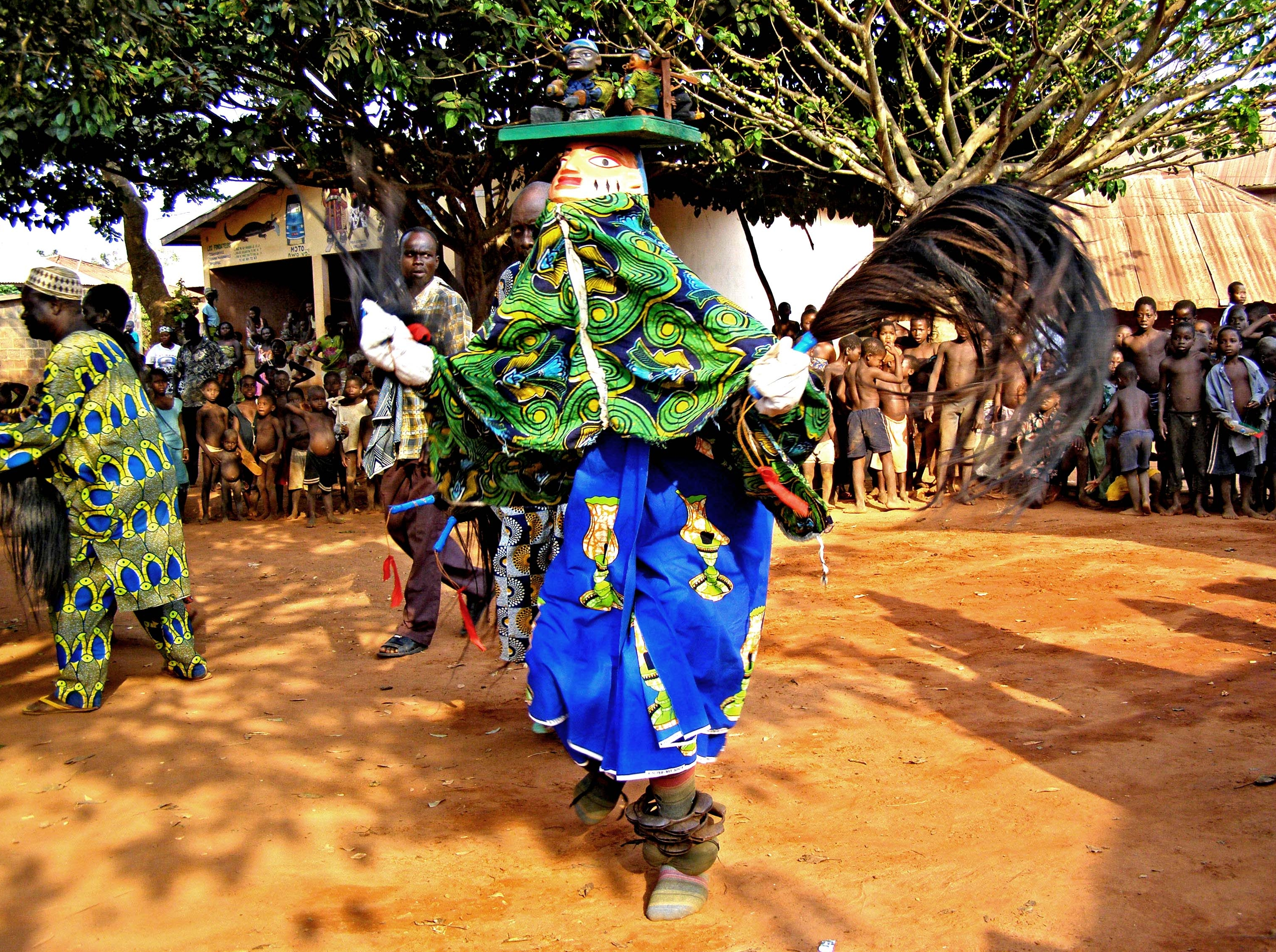
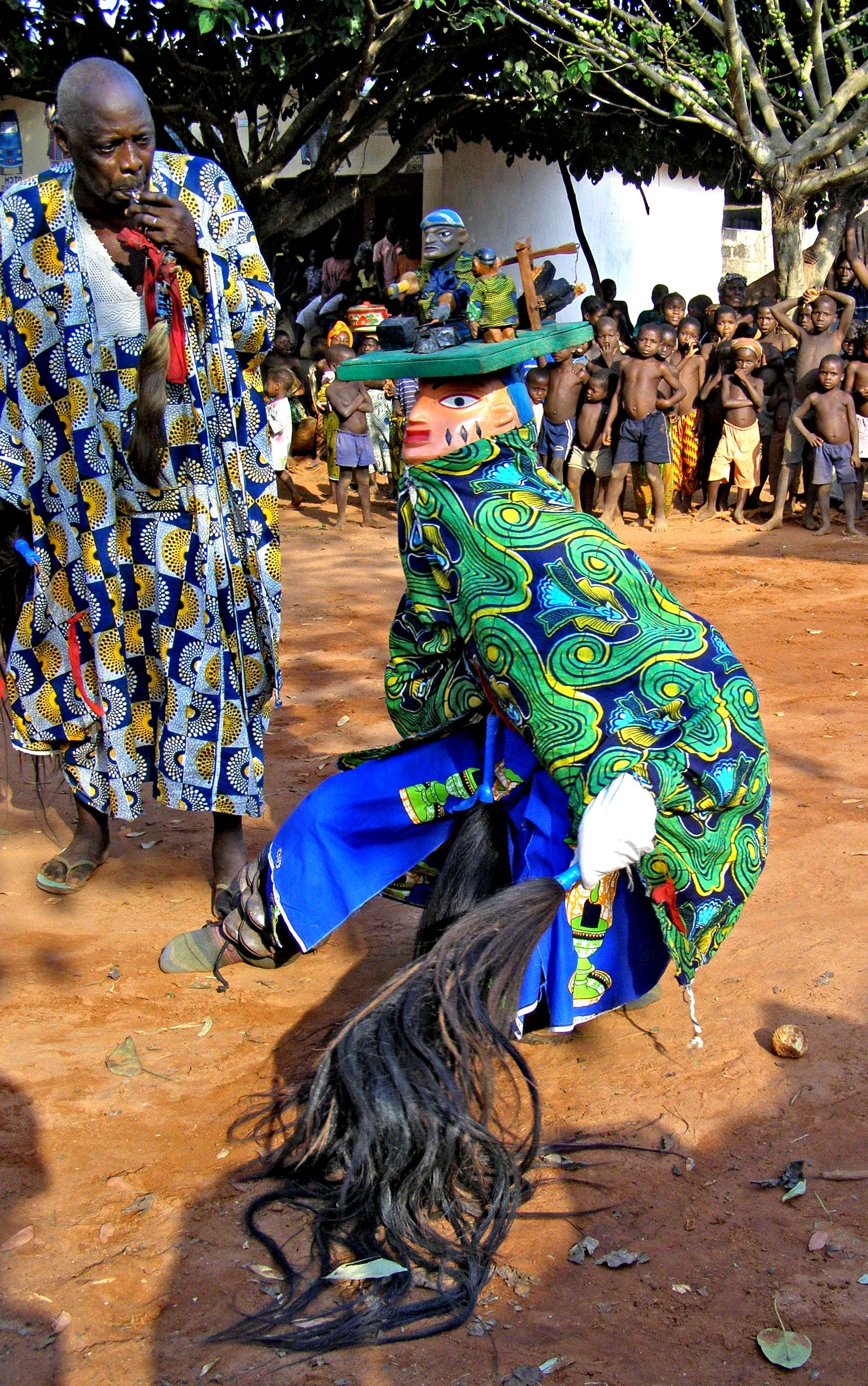
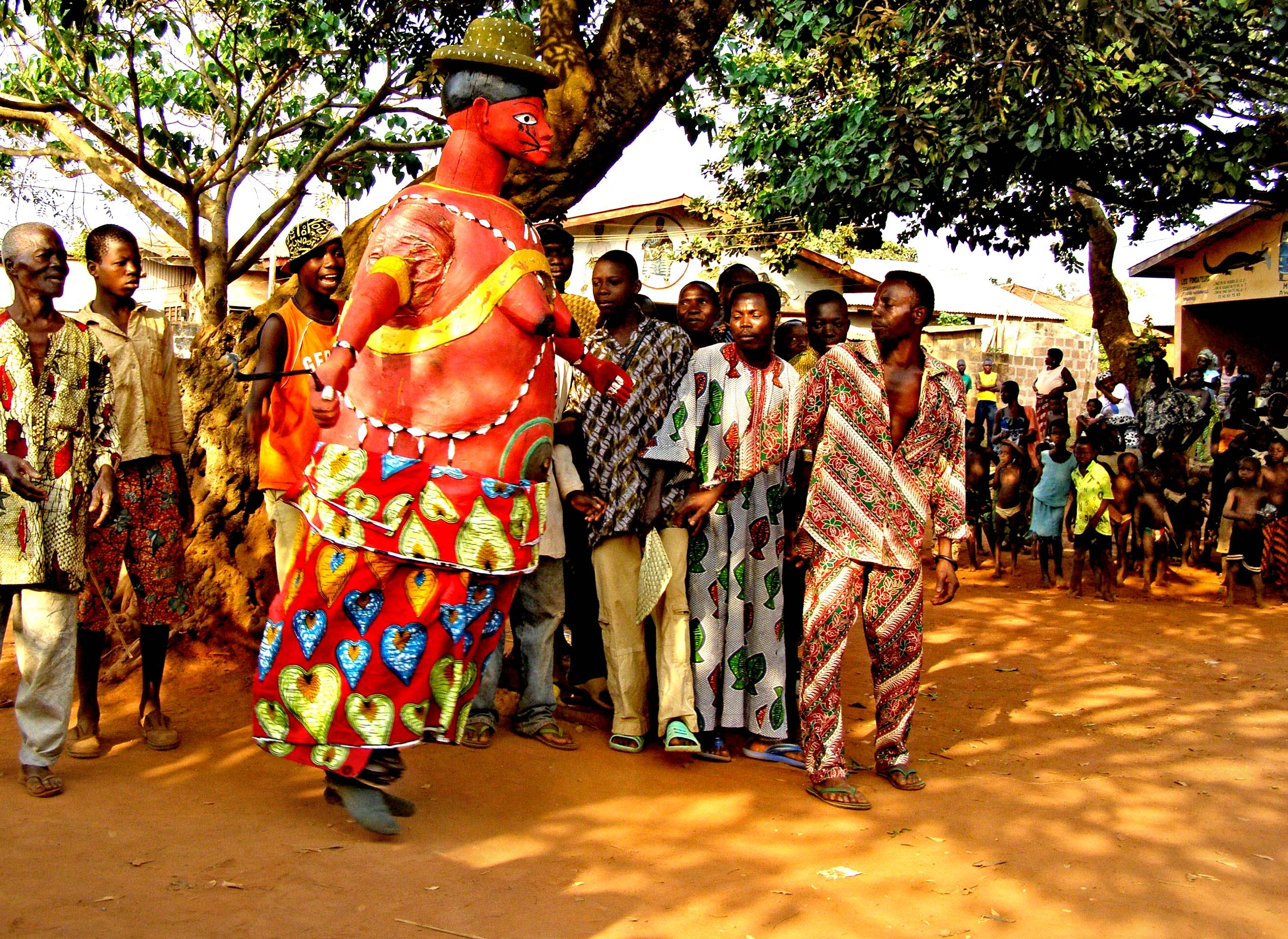
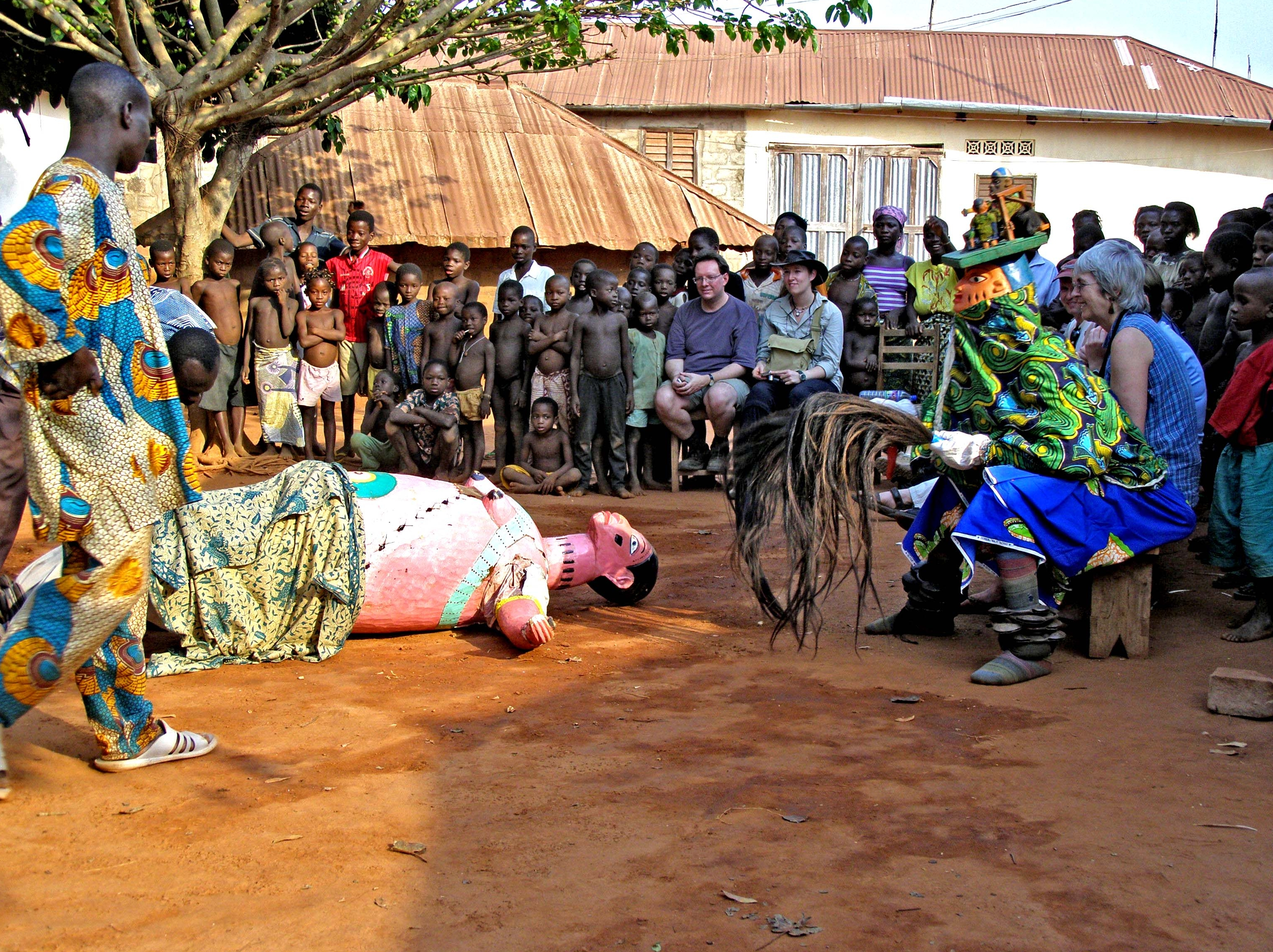